# Igreja de São José do Hospital

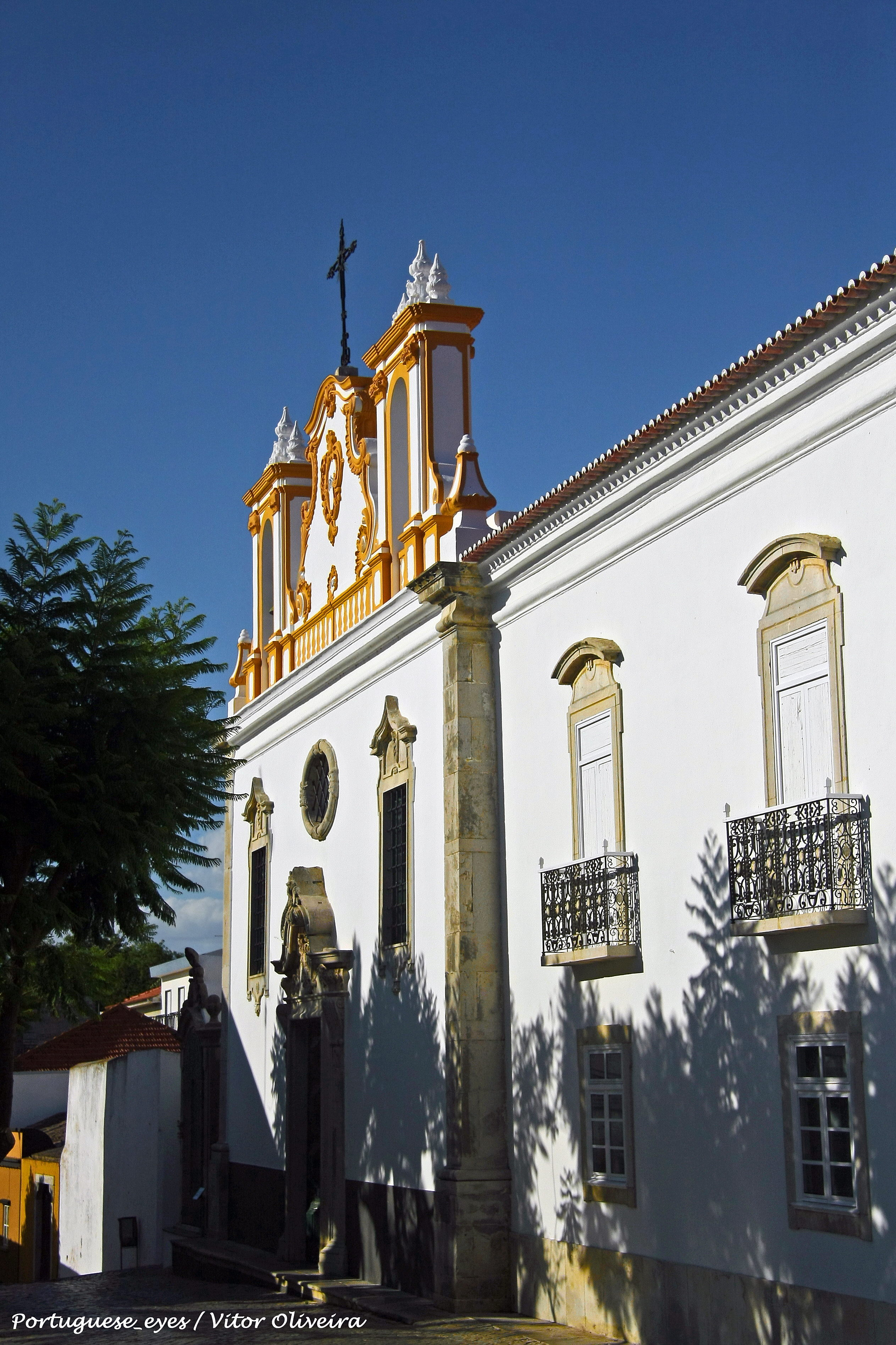

A Igreja de São José do Hospital, também designada por Igreja do Espírito Santo, é um edifício religioso situado na cidade de Tavira, Portugal. A igreja data do século XV e está classificado como MIP - Monumento de Interesse Público. Pertencente ao antigo Hospital Real do Espírito Santo, este templo foi reconstruído em 1752, assim como as instalações do hospital, no reinado de D. João V. As obras tiveram como responsável Diogo Tavares de Ataíde.
É uma igreja de nave octogonal e de lados desiguais, barroca, de tipologia pouco vista no Algarve. Foi bastante afectada pelo sismo de 1755, e a sua reconstrução prolongou-se até 1768. Do seu interior resta uma capela com uma abóbada tardo-medieval com as armas de famílias nobres (Melo, Costa). O retábulo principal apresenta uma pintura em trompe l'oeil; possui quatro retábulos, sendo dois do período rococó e os restantes do neo-clássico. Nos retábulos laterais, podem ser vistas as imagens de Nossa Senhora do Carmo e de Santa Teresa, ambas do extinto Convento do Carmo de Tavira.